# 생태 분포

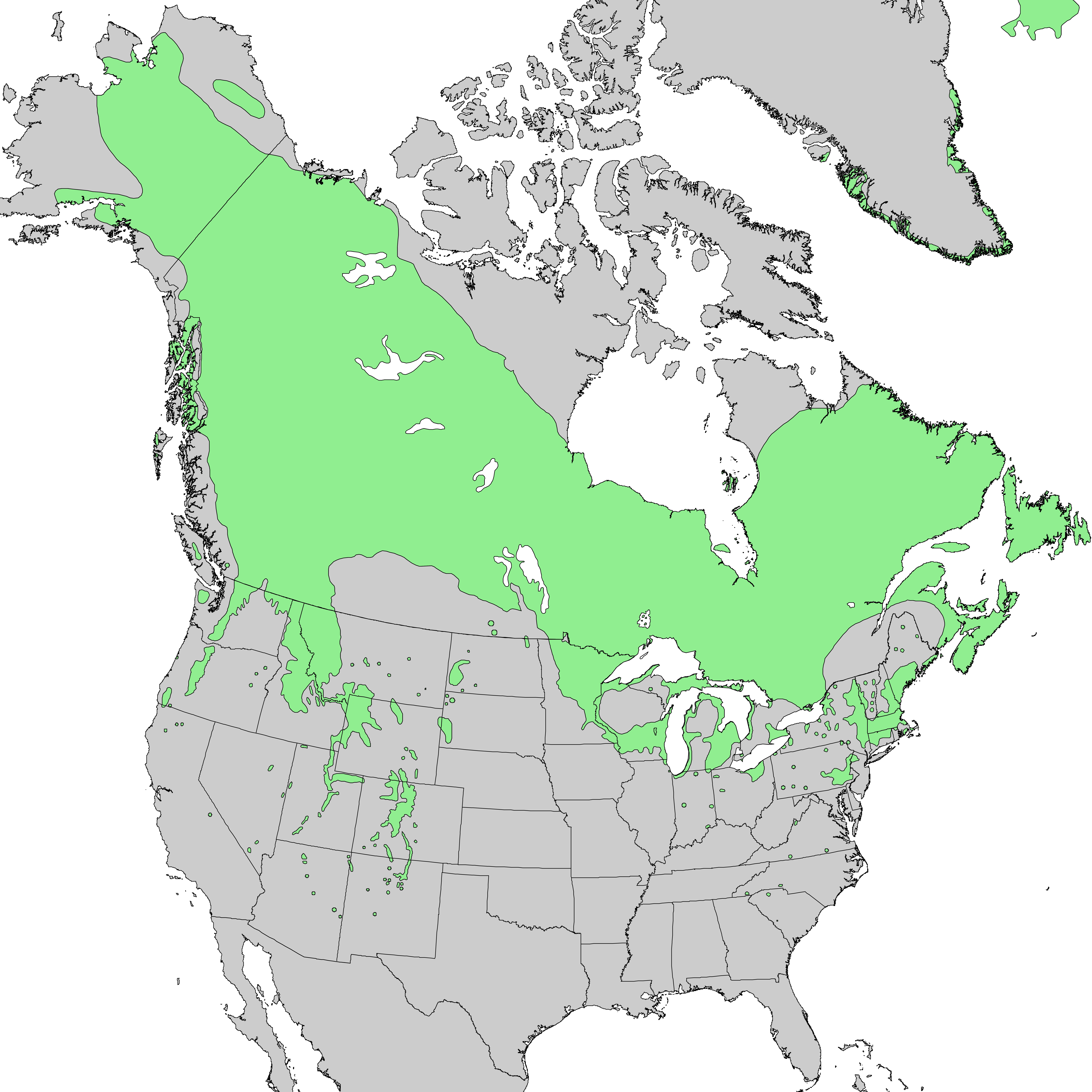
두송의 분포 지도.

생태 분포(生態分布) 또는 종 분포는 생물 분류군이 분포하는 방식을 의미한다.

## 동물
지구상에 나타난 동물은 분화를 거듭하면서 분포지역을 넓혀 간다. 분산은 갖가지 장애를 돌파하고 이루어지는데, 어떤 경우는 그 장애에 의해 저지된다. 이윽고 그 동물군은 쇠퇴하기 시작하고, 악조건에 압박되어 분포지역이 축소되고, 쇠퇴가 계속되면 분포는 국지화하거나 잔존종을 남기면서 멸종되기도 한다.
이처럼 동물의 분포지가 넓어지거나 축소되어 가는 현상은 단일의 종에 의한 것이 아니라 동물군의 변화에 의한다. 이러한 의미로 볼 때 동물지리학의 단위는 분류학상의 단위의 범주, 즉 과(科)에서 찾는 것이 타당하다.
여기서 문제가 되고 있는 동물군의 기원은 종의 기원이 아니다. 동물이 분화를 거듭하면서 다수의 특수한 종으로 갈라져 나가는 것, 즉 종분화의 과정에서 신종이 형성되는 것을 '소진화(小進化)'라고 하는데 비해, 속 이상의 단계에서 일어나는 진화를 '대진화(大進化)'라고 한다. 대진화는 소진화가 반복되는 가운데 일어나는 것으로, 풍부한 조건이 광범위하게 편재해 있을 때 생긴다. 지리적 분포는 대진화에 의해 시작된다.

## 같이 보기
- 이주 (생태학)
- 생물지리학